# Cursive romaine
La cursive romaine (ou cursive latine) est une forme d'écriture manuscrite pratiquée dans la Rome antique et, jusqu'à une certaine époque, au Haut Moyen Âge. Sous ce terme, il faut distinguer deux écritures différentes : l'ancienne cursive et la nouvelle cursive commune.

## L'ancienne cursive

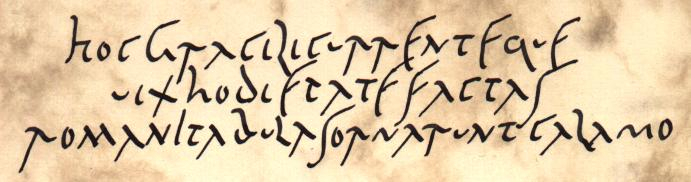
Texte moderne en cursive romaine inspiré de la graphie des tablettes de Vindolanda : « Hoc gracili currenteque / vix hodie patefactas / Romani tabulas ornarunt calamo » (« Avec ce calame mince et rapide, les Romains écrivaient sur des tablettes juste découvertes aujourd'hui. »).

L’ancienne cursive, aussi appelée cursive majuscule et cursive capitalis, était l’écriture employée quotidiennement pour écrire des lettres, pour dresser des reconnaissances de dettes entre commerçants ou particuliers, pour la prise de notes par les écoliers apprenant l’alphabet latin, et même pour les ordres donnés par les empereurs. Pour les écritures plus formelles, on utilisait rarement la capitale romaine dite aussi quadrata, plus généralement la rustica, une évolution plus souple de la capitale, mais la cursive permettait d’écrire plus rapidement. D’un emploi déjà courant au Ier siècle avant Jésus Christ, elle est certainement apparue bien plus tôt, puisque dès le IIe siècle av. J.-C., le dramaturge Plaute, dans son Pseudolus, tourne en dérision cette écriture dépourvue de norme :
| Calidorus: Cape has tabellas, tute hinc narrato tibi quae me miseria et cura contabefacit. Pseudolus: Mos tibi geretur. Sed quid hoc, quaeso? Calidorus: Quid est? Pseudolus: Ut opinor, quaerunt litterae hae sibi liberos: alia aliam scandit. Calidorus: Ludis iam ludo tuo? Pseudolus: Has quidem pol credo nisi Sibylla legerit, interpretari alium posse neminem. Calidorus: Cur inclementer dicis lepidis litteris lepidis tabellis lepida conscriptis manu? Pseudolus: An, opsecro hercle, habent quas gallinae manus? Nam has quidem gallina scripsit. | Calidorus: Lis ce mot, vois quel malheur et quelle peine m’accablent… Pseudolus: À ton service. Mais qu’est-ce là? Calidorus: Qu’y a-t-il? Pseudolus: Il me semble que ces lettres cherchent leurs petits, elles se chevauchent l’une l’autre. Calidorus: Est-ce encore un jeu de ta façon? Pseudolus: Par Pollux, je crois bien qu’à moins que la Sibylle ne lise ces lettres, personne ne pourra les déchiffrer. Calidorus: Pourquoi critiques-tu de belles lettres tracées sur de belles tablettes par une belle main? Pseudolus: Par Hercule, se peut-il que les poules aient des pattes aussi torturées? car assurément, seule une poule a pu tracer cela. (Plaute, Pseudolus, 21-30) |

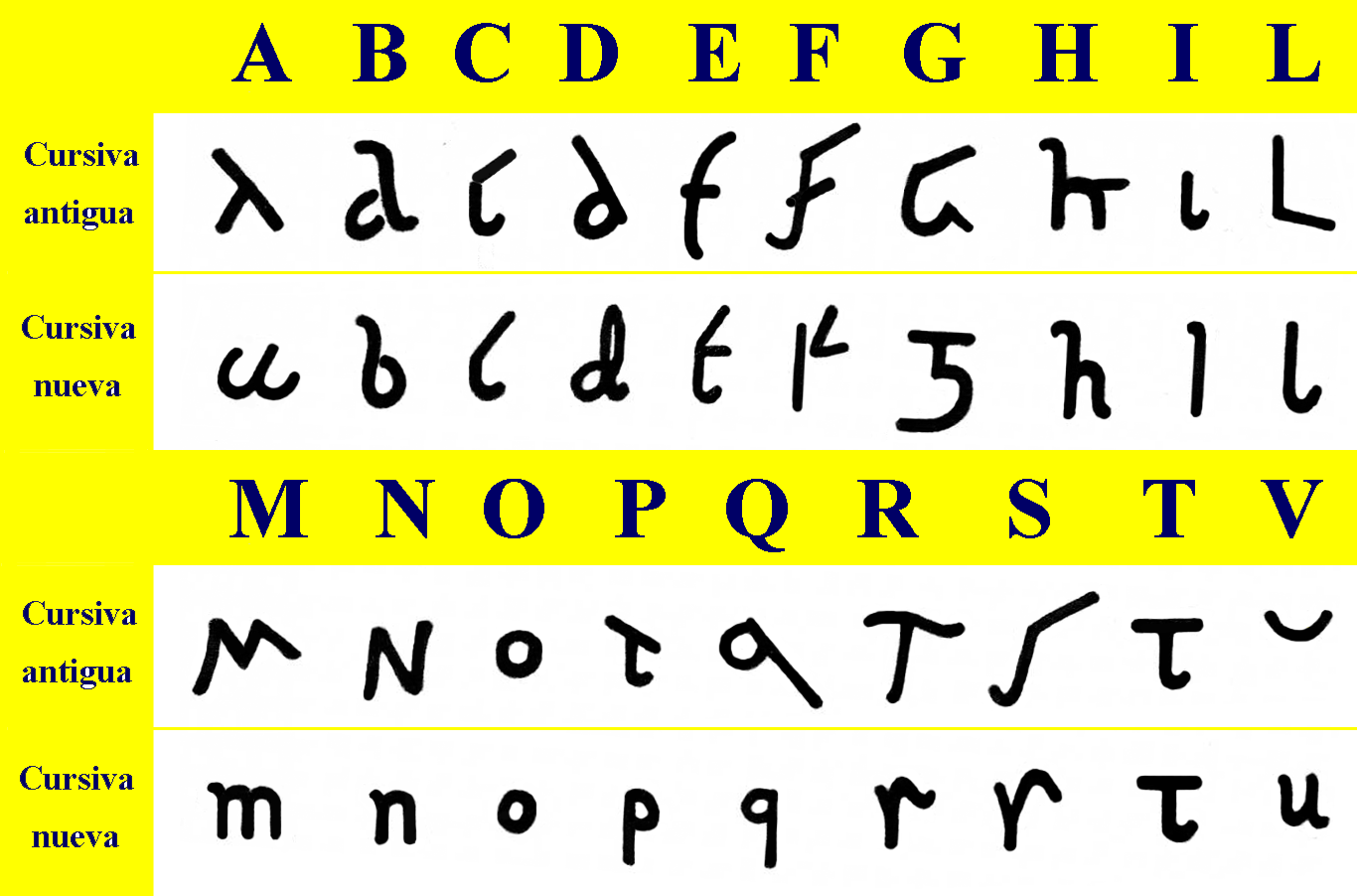
La cursive romaine, ancienne et nouvelle.

L'ancienne cursive emploie des ligatures. On n’insérait pas d’espace typographique entre les mots, et certaines lettres sont pour nous méconnaissables: le « a » ressemble un peu à notre « r » minuscule, « b » et « d » sont pratiquement indiscernables, le « e » a la forme d’une équerre, le « r » et le « t » sont très proches, et le « v » est réduit à un accent au lieu de reposer sur la ligne d’écriture.

## La nouvelle cursive romaine
L'origine de la nouvelle cursive, aussi appelée cursive minuscule ou cursive tardive, est contestée,. L'école française, avec Jean Mallon, pense que la nouvelle cursive est un autre dérivé de la capitale romaine. Elle fut employée du IVe siècle au VIIe siècle de notre ère.
L'onciale et la demi-onciale sont presque certainement nées de cette écriture également, car les lettres a, g, r, et s y prennent des formes remarquablement voisines.
La nouvelle cursive a influencé non seulement le développement de l’écriture onciale, mais est aussi l'origine commune des écritures dites « nationales » qui sont des évolutions séparées de celle-ci : écritures dites « mérovingienne » en Francie, « wisigothique » dans la péninsule Ibérique, « insulaire » dans les îles Britanniques.